# Kannō-ji

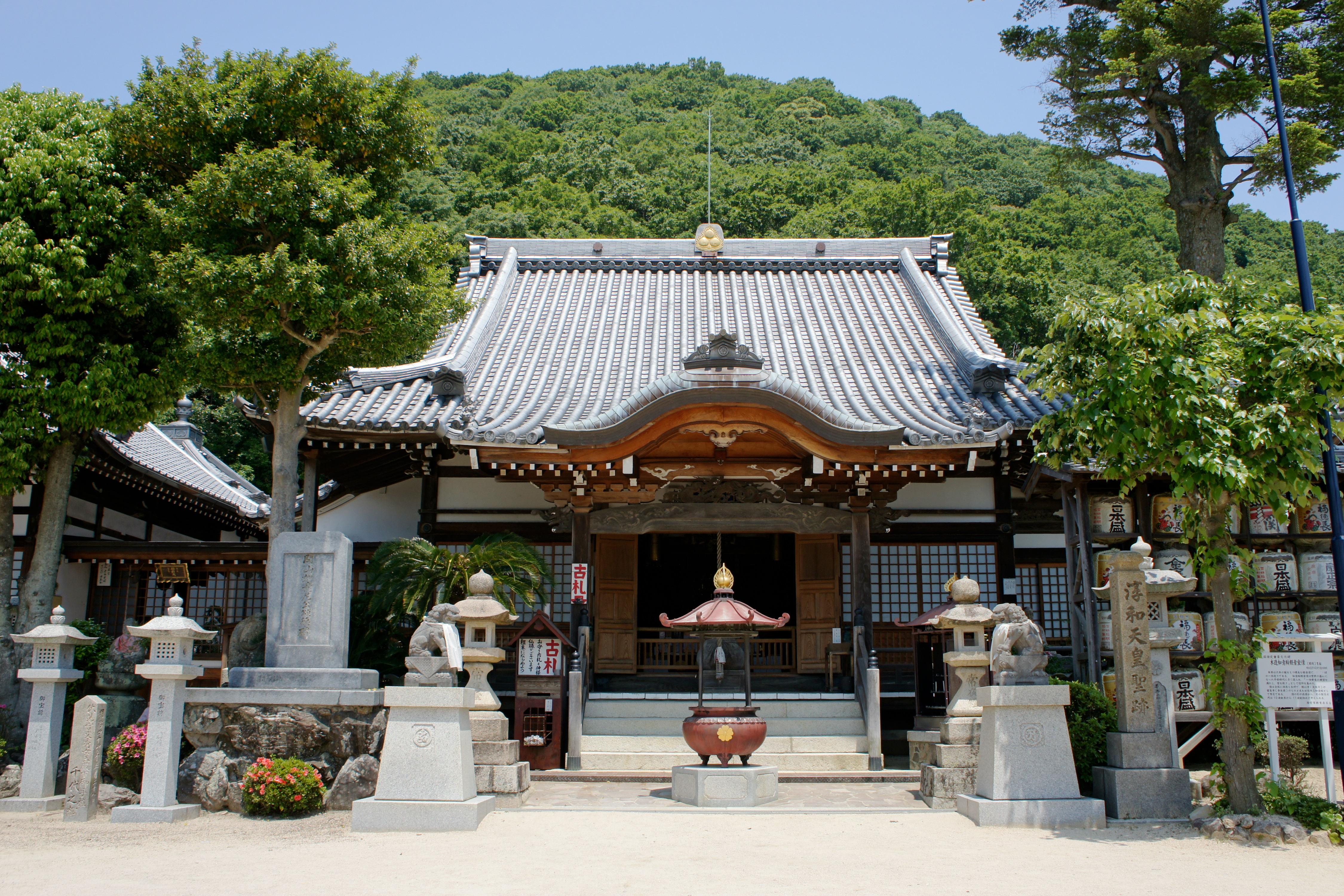
Le hon-dō.

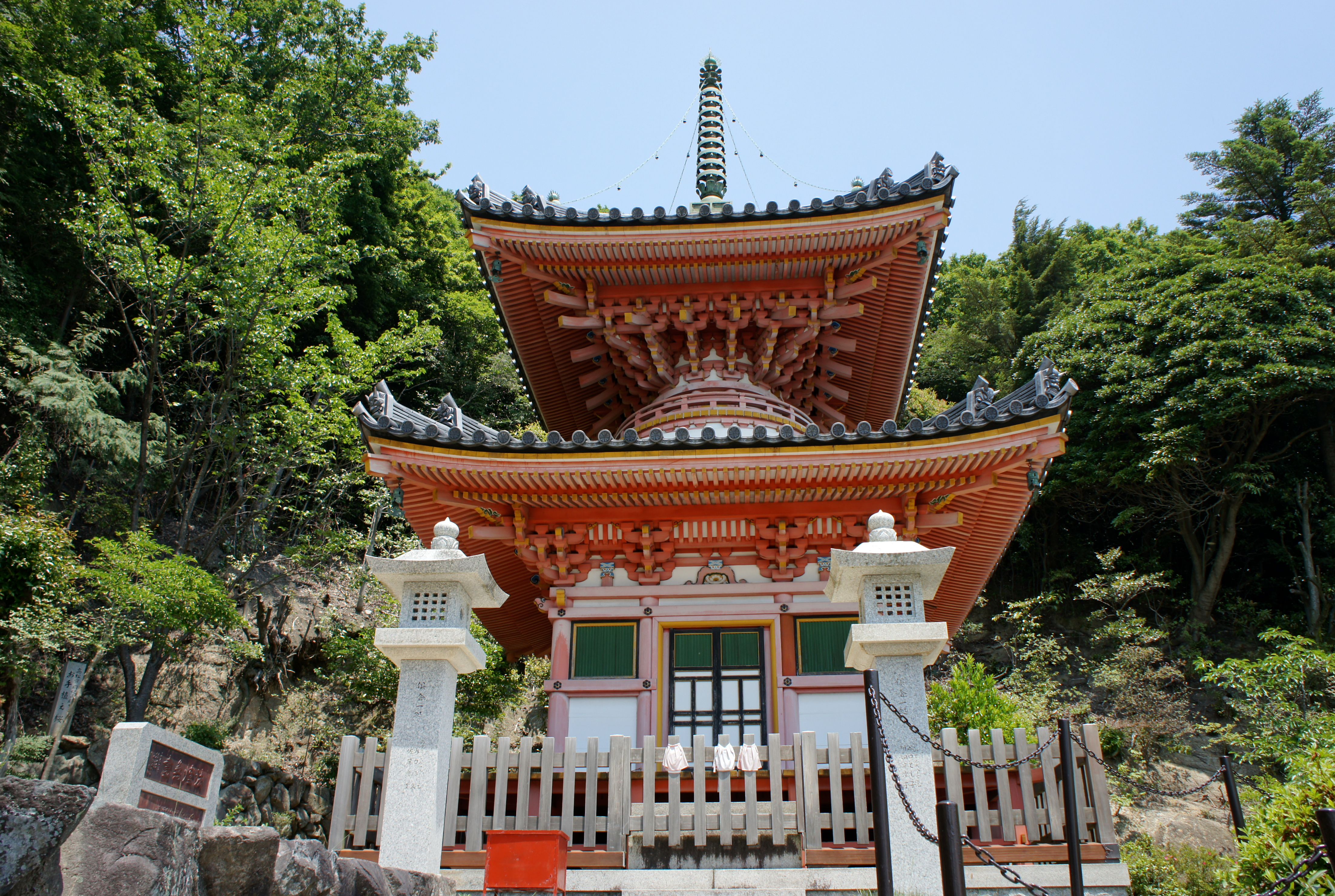
La pagode.

Le Kannō-ji (神呪寺) est un temple bouddhiste situé à mi-hauteur du mont Kabuto à Nishinomiya, préfecture de Hyōgo au Japon. L'autre nom du temple est Kabutoyama-daishi (甲山大師).

## Objets de culte
L'objet initial de culte dans ce temple est le mont Kabutoyama. Dans cette région, le mont Kabutoyama est considéré comme une  « montagne de Dieu ». Jusqu'à la fin de l'époque d'Edo, le temple représente un composé de shintoïsme et de bouddhisme, comme de nombreux temples et sanctuaires japonais. De nos jours, le principal objet de culte du temple est une statue de Nyoirin (如意輪半跏像). La statue est connue comme l'une des trois statues de Nyoirin les plus célèbres du Japon avec celles du Kawachi-Kannon-ji, préfecture d'Osaka et du Murō-ji, préfecture de Nara.

## Histoire
Selon le Genko-shakusho (元亨釈書), une célèbre histoire du bouddhisme japonais écrite au XIVe siècle, le Kannō-ji est fondé par la quatrième épouse de l'empereur Junna. Cependant, une autre histoire, le Teio-hennenki, rapporte que Ujikimi Tachibana (橘氏公) et Shunjo Mihara (三原春上) établissent le temple sur la demande de l'impératrice Masako, première épouse de l'empereur Junna en 827.
Le Genko-shakusho écrit que la quatrième épouse de l'empereur Junna s'échappe secrètement du palais impérial de Kyoto et se rend au mont Kabutoyamaen , en 828, avec l'aide de Kūkai. Kūkai créée une statue de bois de Nyoirin au mont Kabutoyama en 830 et construit le bâtiment principal du temple l'année suivante.

## Biens culturels importants
Le Kannō-ji possède quatre biens culturels importants.
- Nyoirin-Kannon-zazo (木造如意輪観音坐像?), époque de Heian
- Hijiri-Kannon-ritsuzo (木造聖観音立像?), époque de Heian
- Fudomyoo-zazo (不動明王坐像?), époque de Kamakura
- Kobodaishi-zazo (弘法大師坐像?), époque de Kamakura